# Juist
Juist (tyskt uttal: [ˈjyːst]) är en låg, avlång sandö utanför den tyska Nordsjökusten i distriktet Aurich i delstaten Niedersachsen. Juist är en av de ostfrisiska öarna och räknas som en del av det historiska landskapet Ostfriesland.
Ön har cirka 1 500 invånare och en area på 16 km². Ön är känd för sina badstränder. Juist utgör en egen kommun bestående av två orter: Ostdorf och Loog.

## Historia
Juist bildades i samband med en svår stormflod vid allhelgonatiden 1170, då den skildes från bland annat Borkum.
Ön har varit bebodd sedan omkring år 1400. Under 1500-talet fanns ett tämligen omfattande jordbruk på ön, men bland annat allhelgonastormfloden 1570 ledde till svårigheter för jordbruket. En ny stormflod 1651 (Petriflut) ledde till att öns kyrka några år senare störtade samman. Nya stormfloder, bland annat julstormfloden 1717 ledde till att ett flertal människor drunknade och att flera hus förstördes. År 1779 byggdes en ny ort upp på ön och öns femte kyrka byggdes.

## Näringsliv
Öns näringsliv domineras av turismen. Ön är bilfri och nås med färja från Norden.